# Zero Tolerance (videojuego)
Zero Tolerance es un videojuego de 1994 desarrollado por Technopop y publicado por Accolade exclusivamente para Mega Drive/Genesis . Fue uno de los pocos shooters en primera persona para la consola, junto con Bloodshot, Duke Nukem 3D y Corporation .

## Trama
El juego se desarrolla en un futuro donde la humanidad ha logrado grandes avances en los viajes interestelares y posteriormente colonizó el Sistema Solar . Hay asentamientos extrasolares, puestos de investigación, minas, colonias comerciales y naves y estaciones espaciales en todo el Sistema Solar protegidos por un conglomerado militar interestelar llamado Planet Defense Corps.
Cuando Europa-1, el buque insignia del Planet Defense Corps, es atacado por un agresor desconocido pero letal de naturaleza extraterrestre, el Planet Defense Corps llama a Zero Tolerance, un escuadrón de ataque de élite que contiene cinco comandos especializados. Una grabación de la última transmisión de Europa-1 muestra que el buque de guerra sufrió muchos daños por fuego, que casi todos a bordo murieron y que extrañas criaturas buscaban a las pocas personas que lograron escapar del ataque. Además, el sistema de enfriamiento nuclear de Europa-1 ha sido dañado por un fuego de armas pequeñas, y una brecha en el núcleo causada por el sobrecalentamiento destruirá la nave estelar en cuestión de horas.Durante la sesión informativa sobre la crisis, se le pide al personaje del jugador que se cuele en Europa-1 antes de que explote como miembro del escuadrón de Tolerancia Cero. Su misión es eliminar al misterioso agresor alienígena de su interior y a los humanos transformados de Europa-1 que han sido "infectados" en las próximas horas para borrar toda evidencia del ataque y de los intrusos alienígenas.

## Jugabilidad
Zero Tolerance tiene 40 niveles repartidos en tres áreas diferentes: el buque de guerra espacial Europa-1, un carguero mercante abandonado, el edificio de comando central fuertemente fortificado del Planet Defense Corps y las áreas del subsótano de ese edificio. El objetivo del juego es matar a todos los enemigos en un nivel y luego proceder a la salida, que es una escalera o un ascensor que conduce al siguiente nivel.Sin embargo, nada impide que el jugador se dirija directamente hacia la salida sin matar a todos los enemigos. Si se hace esto, el jugador simplemente no recibirá ninguna contraseña hasta que haya terminado toda el área.

Cuando un personaje muere, se marca como "fallecido" y ya no se puede jugar. El jugador puede elegir entre un total de cinco personajes diferentes; Una vez que todos hayan fallecido, el juego terminará.Para el modo multijugador, el juego admitía la conexión de dos Genesis o Mega Drives mediante un cable de enlace especial y el segundo puerto joypad. Originalmente se suponía que el cable se enviaría como paquete con el juego.  Sin embargo, esto se cambió en una decisión de último momento y en su lugar se agregó un cupón para pedir un cable gratis. 

## Recepción
GamePro le dio al juego una crítica mayoritariamente positiva, comentando que "los juegos en primera persona como Zero Tolerance ejercen presión sobre el procesador de un sistema, pero Accolade ha hecho un buen trabajo aquí: la ansiedad causada por un adversario que se precipita por una esquina o el cuerpo tembloroso de una araña asesinada a tiros es grave".   Además, elogiaron los niveles grandes y laberínticos, la capacidad multijugador cooperativa y los efectos de sonido limitados pero efectivos, aunque criticaron algunos elementos, como la lentitud con la que gira el personaje del jugador.  Los cuatro revisores de Electronic Gaming Monthly tuvieron diferentes reacciones ante Zero Tolerance, pero en general estuvieron de acuerdo en que era un sustituto eficaz de Wolfenstein 3D y Doom en Genesis. Recibieron una calificación de 7,5 sobre 10.  Game Informer lo calificó con 8 sobre 10.  Power Unlimited le dio al juego una puntuación de 70 sobre 100 elogiando el modo para 2 jugadores y comentó que "Aparte del lanzallamas, no ofrece nada nuevo". 

## Legado
Technopop estaba desarrollando una secuela, llamada Beyond Zero Tolerance (o Zero Tolerance 2  para Sega Mega Drive/Genesis, pero su producción fue cancelada.  Se inició una campaña de envío de cartas para que Accolade lanzara el juego y no tuvo éxito.  El propietario ofreció las ROM del juego y su secuela para su descarga gratuita más adelante.  En Beyond Zero Tolerance, el personaje del jugador tiene que ir a la patria alienígena y matar a todos los seres vivos allí. 
En octubre de 2005, Eidos Interactive anunció un juego titulado Zero Tolerance: City Under Fire para PS2 y Xbox . El expresidente de Technopop y propietario de sus activos, Randel B. Reiss, hizo un comunicado en el que ostentaba la marca registrada del título Zero Tolerance, y también anunció que estaba trabajando en una versión actualizada del clásico Zero Tolerance bajo el mismo nombre. título que fue desarrollado para la PSP ; la declaración alegaba una infracción de marca registrada de Reiss y envió un aviso de cese y desistimiento a Eidos Interactive en el uso del título Tolerancia Cero .  Más tarde, Eidos cambió el nombre de su juego a Urban Chaos: Riot Response . 
El 21 de abril de 2022, Piko Interactive y Strictly Limited Games anunciaron la Colección Zero Tolerance desarrollada por Qubyte Interactive. La Colección Zero Tolerance contiene el juego original, ahora llamado Zero Tolerance Origins,  su secuela inédita, Zero Tolerance Underground, y el prototipo de Beyond Zero Tolerance . Está previsto que Zero Tolerance Collection se lance en Nintendo Switch y PlayStation 4, y Zero Tolerance Origins también se relanzará en Sega Genesis/Mega Drive como una edición física limitada.  La colección Zero Tolerance se lanzó el 7 de julio de 2022.